# Johannes Häberlin
Johannes Häberlin (* 19. August 1808 in Tuttlingen; † 12. November 1849 in der Nähe von Kalkutta) war ein deutscher Missionar in Indien.

## Wirken
Johannes Häberlin wurde in seiner Heimatstadt zunächst als Schumacher ausgebildet. Jedoch interessierte er sich schon als Jugendlicher für die christliche Missionsarbeit. Er absolvierte vom 22. April 1827 bis zum 13. Dezember 1830 die Ausbildung zum Missionar bei der Basler Mission in Basel. 1831 wechselte er nach Großbritannien und betrieb hier am College der anglikanischen Church Mission Society in Islington bei London Sprachstudien, die für den Aufenthalt in Indien notwendig waren. Vor allem beschäftigte er sich mit dem Erlernen von Sanskrit und Hindustani. Als Missionar wurde er nach Kalkutta entsandt und betrieb hier und in der Umgebung eine erfolgreiche christliche Missionsarbeit. Außerdem begründete er dort ein Seminar für Lehrerbildung. 1837 kehrte er aus gesundheitlichen Gründen zunächst nach England und dann nach Württemberg zurück. Der Universität Tübingen übergab er 11 Bände mit Sanskrit-Handschriften, die damit den Grundstock der später ausgedehnten Sammlung indischer Handschriften in der Universitätsbibliothek Tübingen bildete. Aus seinem Nachlass kamen später weitere hinzu. Die Tübinger Universität verlieh Häberlin den Doktorgrad. Im Jahre 1839 kehrte er als Mitarbeiter verschiedener Bibelgesellschaften nach Kalkutta zurück. In enger Zusammenarbeit mit anderen Missionaren sorgte er u. a. für den Druck des Neuen Testaments in Hindustani. Wegen seiner angegriffenen Gesundheit sollte er 1849 seine Heimreise nach Europa antreten, er starb jedoch auf einem Boot auf dem Fluss Hugli in der Nähe von Kalkutta.
Im Jahre 1847 veröffentlichte er in Kalkutta eine Anthologie von 52 Gedichten in Sanskrit.
Die Universitätsbibliothek Tübingen besitzt sein handschriftliches Tagebuch und einige andere Dokumente aus einem Nachlass (Signatur: Md 858 a).

## Veröffentlichung
- Kāvyasangraha. Or, a Sanskrit anthology, being a collection of the best smaller poems in the Sanskrit language. Calcutta 1872 (erschien ursprünglich 1847).